# Беніса
Беніса (валенс. Benissa (офіційна назва), ісп. Benisa) — місто і муніципалітет в Іспанії, у складі автономної спільноти Валенсія, у провінції Аліканте. Населення — 13 369 осіб (2010).
Місто розташоване на відстані близько 370 км на південний схід від Мадрида, 55 км на північний схід від Аліканте.
На території муніципалітету розташовані такі населені пункти: (дані про населення за 2010 рік)
- Беніса: 8824 особи
- Фанадіш: 4545 осіб

## Демографія
Динаміка населення (INE ):

## Цікавий факт
На місцевому цвинтарі поховано відомого американського письменника-детективіста Честера Гаймса.

## Галерея зображень

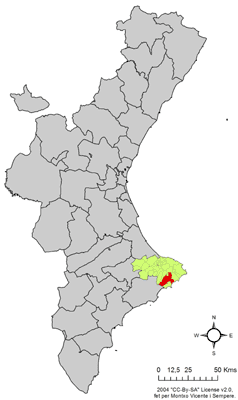
Розташування муніципалітету Беніса у автономній спільноті Валенсія
Розташування муніципалітету Беніса у комарці Маріна-Альта
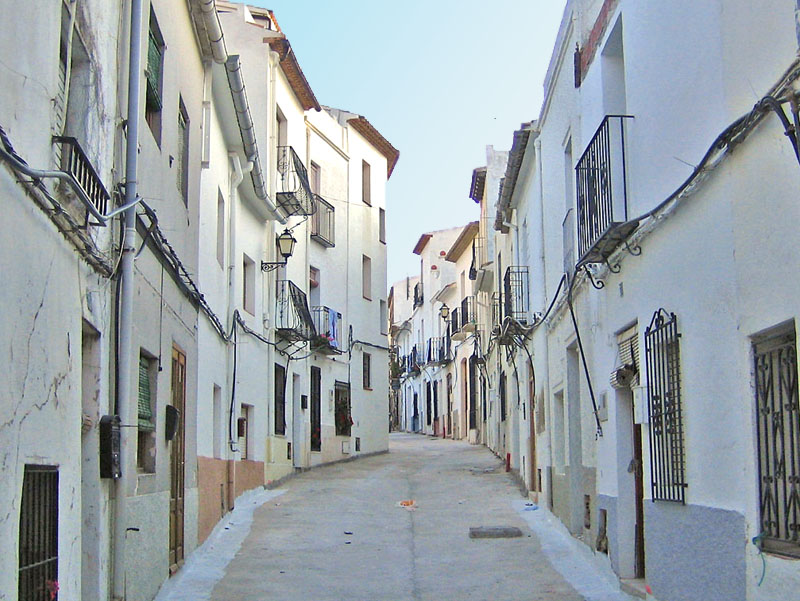
Вулиця в Бенісі